# Досије икс (2. сезона)
Друга сезона серије Досије икс је емитована од 16. септембра 1994. до 19. маја 1995. године и броји 25 епизода.

## Опис
Главна постава се у овој сезони није мењала.

## Улоге

### Главне
- Дејвид Дуковни као Фокс Молдер
- Џилијан Андерсон као Дејна Скали

### Епизодне
- Мич Пилеџи као Волтер Скинер (Епизоде 1–3, 6, 8, 16–17, 22, 25)

## Епизоде
| Бр. у серији | Бр. у сезони | Назив                 | Редитељ           | Сценариста                                                   | Пpемијерно емитовање |
| --- | ------------ | --------------------- | ----------------- | ------------------------------------------------------------ | -------------------- |
| 25 | 1            | Мали зелени човек     | Дејвид Натер      | Глен Морган и Џејмс Вонг                                     | 16. септембар 1994.  |
| Након што је Досије икс угашен, агент ФБИ-ја Фокс Молдер открива да му вера за истином опада. А када му нова политичка веза да разлог да верује, он иде сам на ПВОЖ сајт − у Арекибски опсерваторијум у Арекиби у Порторику. Забринута за његову сигурност, агенткиња Дејна Скали мора да га нађе пре него што га пронађе неко други или нешто друго.                         |              |                       |                   |                                                              |                      |
| 26 | 2            | Домаћин               | Данијел Секим     | Крис Картер                                                  | 23. септембар 1994.  |
| Када је распаднуто тело човека пронађено у Њумарку, Молдеру је предат рад на томе. Али након што Скалина обдукција открије да паразит живи у телу и да је неколико радника напало у ујело нешто, то отвара потпуно нову истрагу. |              |                       |                   |                                                              |                      |
| 27 | 3            | Крв                   | Дејвид Натер      | Синопис: Глен Морган и Џејмс Вонг Сценарио: Дарин Морган     | 30. септембар 1994.  |
| Због порука са дигиталних уређаја са упутствима за убиства, неколко станара једне мале зграде је одједном постало насилно и опасно. |              |                       |                   |                                                              |                      |
| 28 | 4            | Несаница              | Роб Боумен        | Хауард Гордон                                                | 7. октобар 1994.     |
| Тонска касета скривена у јутарњим новинама доводи Молдера да тражи случај смрти научника у пожару, упркос недостатку било каквих доказа и трагова пожара. Захтев му је одобрен заједно са новим партнером агентом Алексом Крајчеком. |              |                       |                   |                                                              |                      |
| 29 | 5            | Двејн Бери (1. део)   | Крис Картер       | Крис Картер                                                  | 14. октобар 1994.    |
| Бивши агент ФБИ-ја је побегао из луднице и узима неколико њуди за таоце у агенцији за путовања. Молдер и Крајчек су послати да помогну око преговарања јер човек тврди да га је отео НЛО. |              |                       |                   |                                                              |                      |
| 30 | 6            | Претпоставка (2. део) | Мајкл Ленг        | Пол Браун                                                    | 21. октобар 1994.    |
| Молдер жури ка Скалиној кући након што је преслушао напад на њу на својој секретарици. Двејн Бери је отео Скали убеђен да је предаје ванземаљцима уместо себе. Молдер огромном снагом покушава да открије где је Скали. |              |                       |                   |                                                              |                      |
| 31 | 7            | 3                     | Дејвид Натер      | Крис Рапента, Глен Морган и Џејмс Вонг                       | 4. новембар 1994.    |
| Волтер Скинер поново отвара Досије икс, али Молдеру је тешко да ради без нестале Скали. Када препозна убиство у Лос Анђелесу као рад Тројства, триа убица са фетишом за пијењем крви, то му даје посао на који може да се усресреди. |              |                       |                   |                                                              |                      |
| 32 | 8            | Један дах             | Р. В. Гудвин      | Глен Морган и Џејмс Вонг                                     | 11. новембар 1994.   |
| Када се Скали тајанствено појави у болници у коми, Молдер се посвећује проналаску одговорних, иако његова жеља за осветом може да га учини попут њих. |              |                       |                   |                                                              |                      |
| 33 | 9            | Ходач по ватри        | Дејвид Натер      | Хауард Гордон                                                | 18. новембар 1994.   |
| Квар на роботу дизајнираном за рад на вулканима доноси доказ живота у пећинама. Када то биће скоро изазове смрт једног од чланова екипе, Молдер и ноноопорављена Скали су послати у Каскаде да истраже пре него што још неко умре. |              |                       |                   |                                                              |                      |
| 34 | 10           | Црвени музеј          | Вин Фелпс         | Крис Картер                                                  | 9. децембар 1994.    |
| Неколико тинејџера из Висконсина је пронађено у шуми само у гаћама и са исписаним "Он је" на леђима. Молдер и Скали путују да истраже то чудно понашање, иако је најчуднија ствар у овој области је мистериозна секта вегетаријанаца. Вођа секте се враћа, а овог пута ради сам. Неколико реликвија из митологије као што су чиста контрола и Дубоко грло су поново посећени. |              |                       |                   |                                                              |                      |
| 35 | 11           | Највећи               | Стивен Сурџик     | Пол Браун                                                    | 16. децембар 1994.   |
| Молдеров и Скалин најновији случај почиње силовањем медицинске сестре у старачком дому у Масачусетсу, а оно што доводи Досије икс је њена тврдња да је нападач био невидљив. Ипак, након њиховог доласка, откривају чудне тајне о дому и станарима. |              |                       |                   |                                                              |                      |
| 36 | 12           | Обри                  | Роб Боумен        | Сара Б. Карно                                                | 6. јануар 1995.      |
| Када је детективка случајно открила остатке агента ФБИ-ја који је нестао '40-тих док је истраживао убиство слично оном које она истражује данас, Молдер и Скали верују да је прави убица из '40-те пренео своје насиље на унуче. |              |                       |                   |                                                              |                      |
| 37 | 13           | Неодољиво             | Дејвид Натер      | Крис Картер                                                  | 13. јануар 1995.     |
| Неко откопава гробове у Минеаполису и уклања делове тела са лешева. Молдер и Скали су позвани јер агент верује да је то дело ванземаљаца. Ипак, Молдер брзо одбацује замисао и доноси профил убице као фетишисте. Касније се кључни доказ појављује и Скали схвата да је случај личнији него што је мислила.                                                                  |              |                       |                   |                                                              |                      |
| 38 | 14           | Рука која повређује   | Ким Менерс        | Глен Морган и Џејмс Вонг                                     | 27. јануар 1995.     |
| Тинејџери из Новог Хампшира присуствују секташком обреду да би изазвали убиство и мутацију једног из њихове групе. Кад су Молдер и Скали позвани да истраже то, у граду почињу да се крију трагови, иако изгледа да тајанствена сила постоји које се и грађани плаше. |              |                       |                   |                                                              |                      |
| 39 | 15           | Свеже кости           | Роб Боумен        | Хауард Гордон                                                | 3. фебруар 1995.     |
| Једног јутра, након два страшна привиђања, редов Џек Мекалпин удара колима у дрво на коме је нацртан ву-ду симбол. Смрти два војника имају тај симбол. Војници у питању су чували уточиште на Хаитију, а кад су Молдер и Скали посетили уточиште, сазнали су да смрти нису неочекиване као што је изгледало.                                                                  |              |                       |                   |                                                              |                      |
| 40 | 16           | Колонија (1. део)     | Ник Марк          | Синопис: Крис Картер Сценарио: Дејвид Дуковни и Крис Картер  | 10. фебруар 1995.    |
| На почетку, Молдер је доведен у болницу. Епизода се враћа на сцене од две недеље раније, када је екипа истраживача нашла НЛО у Бјуфортском мору. Пилот који је преживео несрећу је изашао са клинике и побио је неколико счичних лекара на клиници за побачај. |              |                       |                   |                                                              |                      |
| 41 | 17           | Крај игре (2. део)    | Роб Боумен        | Френк Спотниц                                                | 17. фебруар 1995.    |
| Ванземаљац ловац на награде је отео Скали и хоће да је мења за Молдерову сестру. Молдер тражи Скинерову помоћ око размене, а директор ФБИ-аја је набавио снајпер да скине ловца на награде. |              |                       |                   |                                                              |                      |
| 42 | 18           | Страховита симетрија  | Џејмс Вајтмор мл. | Стив Де Џарнат                                               | 24. фебруар 1995.    |
| Смрт савезног грађевинца и уништења разних зграда само повезује одбегли слон, али сведоци тврде да нису видели животињу која би могла да изазове русвајд. Ускоро Молдер и Скали откривају зоолошки врт који тврди да нема такву животињу. |              |                       |                   |                                                              |                      |
| 43 | 19           | Смртоносна мирноћа    | Роб Боумен        | Синопис: Хауард Гордон и Алекс Ганза Сценарио: Хауард Гордон | 10. март 1995.       |
| Молдер и Скали су позвани када је преживели са разарача пронађен. На оно што је поготово агент Молдер обратио пажњу је да су сви ти морнари остарели много година за неколико дана. Молдер и Скали путују у Норвешку где проналазе рибара који је вољан да их одведе на последње пребивалиште брода.                                                                          |              |                       |                   |                                                              |                      |
| 44 | 20           | Обмана                | Ким Менерс        | Дарин Морган                                                 | 31. март 1995.       |
| Молдер и Скали морају да пронађу паранормално међу ненормалним док истражују дуг низ обредних убистава који немају одређен шаблон. Последња у низу је била смрт "Човека алигатора". |              |                       |                   |                                                              |                      |
| 45 | 21           | Калушари              | Мајкл Еџар        | Сара Б. Карно                                                | 14. април 1995.      |
| Фотограф отет баш пре смрти двогодишњака оставља доказе неке надприродне интервенције што привлачи Молдерову пажњу. Када се још једна смрт у породици деси, бака покојног детета тражи некакав Румунски обред (по имену "Калушари") у намери да очисти кућу од зла. |              |                       |                   |                                                              |                      |
| 46 | 22           | Инсект                | Роб Боумен        | Крис Картер и Хауард Гордон                                  | 28. април 1995.      |
| Након што је неколико робијаша умрло од тајанствене болести, Скали покушава да открије узрок док Молдер покушава да пронађе два бегунца који су можда проширили заразу. |              |                       |                   |                                                              |                      |
| 47 | 23           | Меко светло           | Џејмс Корнер      | Винс Гилигам                                                 | 5. мај 1995.         |
| Скалина бивша студенткиња моли агенте да јој помогну око њене прве истраге бројних нестанака са врло мало трагова. Молдеру пада замисао на спонтано њудско сагоревање, али поново зармишља када пронађу човека који се плаши сопствене сенке. Човек је др. Бентон, научник који истражује мрачне ствари.                                                                      |              |                       |                   |                                                              |                      |
| 48 | 24           | Наш град              | Роб Боумен        | Френк Спотниц                                                | 12. мај 1995.        |
| Дадли у Арканзасу је место најновије истраге Молдера и Скали, који су послати да нађу несталог санитарног инспектора. Случај добија обрт када једна санитарна радница упуцана након што је полудела, што даје Молдеру предосећај да грађани оно што једу. |              |                       |                   |                                                              |                      |
| 49 | 25           | Древни (1. део)       | Р. В. Гудвин      | Синопис: Крис Картер Сценарио: Дејвид Дуковни и Крис Картер  | 19. мај 1995.        |
| Вера коју Молдер и Скали имају је на проби када Молдер почне да се понаша чудно. Разлог таквог његовог понашања је то што га Усамљени револвераш упућује на хакера који је успео да упадне у неке добро чуване досијее. Досијеи су шифровани у Наваху и мора да их дешифрује бивши човек за шифровање из Наваха                                                               |              |                       |                   |                                                              |                      |